# Hedydipna platura
Hedydipna platura là một loài chim trong họ Nectariniidae.